# Ана Виђен
Ана Виђен (рођена 24. октобра 1931) је хрватска вајарка и сликарка.

## Биографија
Рођена је 24. октобра 1931. године у Дубровнику. Дипломирала је вајарство на Факултету ликовних уметности Универзитета уметности у Београду и завршила је постдипломске студије. Током студија је путовала у Француску, Грчку, Италију и Холандију. Члан Удружења ликовних уметника Србије је од 1961. године. Поред скулптуре бави се и сликарством. Самостално је излагала скулптуре у Атини 1962. и Београду 1965. Излагала је на групним изложбама у Октобарском салону и изложбама скулптуре у слободном простору у Београду 1964—1972, изложби фантастике у Бриселу 1964—1965, изложби „Млади београдски вајари” 1965, Међународној изложби скулптуре у Хагу 1966, изложбама „Скулптура четири југословенских вајара” у Амстердаму и Хагу, Трећем бијеналу ликовних уметности у Београду и Симпозијуму „Мермер и звуци” 1967, Интернационалном бијеналу у Фиренци 1969. и изложби скулптуре у слободном простору у Аранђеловцу 1972. године.